# Konstanty Wyhowski
Konstanty Wyhowski herbu Abdank – sędzia kapturowy ziemi lwowskiej w 1733 roku, pułkownik chorągwi pancernej Adama Mikołaja Sieniawskiego w 1715 roku.
W 1715 roku był posłem skonfederowanych wojsk Rzeczypospolitej w konfederacji gorzyckiej.